# 김해숙 (가야금 연주자)
김해숙(1954년 ~ )은 대한민국의 가야금 연주자이다. 국립국악원 원장이다. 현 한국예술종합학교 명예교수이다.

## 학력
- 국립국악고등학교 졸업
- 서울대학교 국악과 학사
- 서울대학교 대학원 석사
- 한국학 중앙학 연구소 박사

## 경력
- 국립국악원 원장
- 한국종합예술학교 전통예술원 원장
- 국립국악원 학예연구실 실장
- 제1대 한국 산조학회 학회장
- 한국종합예술학교 전통예술원 교수
- 대한민국 예술원 전문직 연구원
- 중앙대학교, 추계예술대학교 강사
- 서울시립대학교, 이화여자대학교, 숙명여자대학교 강사
- 서울예술전문대학, 성심여자대학교 강사

## 수상
- 제2회 관재국악상